# Dušan Karba
Dušan Karba, slovenski farmacevt, * 6. november 1915, Kamnik, † 17. maj 2004, Ljubljana.
Diplomiral je leta 1938 na Univerzi v Zagrebu in doktoriral 1966 na Fakulteti za naravoslovje in tehnologijo v Ljubljani. Po osvoboditvi je aktivno sodeloval pri organiziranju slovenske farmacevtske službe. Bil je večkratni predsednik Slovenskega farmacevtskega društva (od ustanovitve 1950). Bil je tudi pobudnik za ustanovitev in v letih 1956–1961 direktor Zavoda za farmacijo in preizkušanje zdravil. Prizadeval si je za ponovno uvedbo leta 1948 prekinjenega študija farmacije na univerzi v Ljubljani, ki se je začel 1960 na Fakulteti za naravoslovje in tehnologijo, kjer je 1960–85 predaval farmacevtsko kemijo, od 1969 kot izredni in od 1975 kot redni profesor; 1978–80 je bil dekan Fakultete za naravoslovje in tehnologijo, večkrat je bil tudi predstojnik oddelka za farmacijo in enkrat (pred njuno razdružitvijo) oddelka za kemijo. 1982 je prejel univerzitetno svečano listino in zlato plaketo in 1986 naziv zaslužnega profesorja ljubljanske univerze. Njegov kip je (skupaj s Pavletom Bohincem) postavljen v vhodni avli Fakultete za farmacijo.

## Odlikovanja in nagrade
Leta 2000 je prejel srebrni častni znak svobode Republike Slovenije z naslednjo utemeljitvijo: »za življenjsko delo na področju farmacije«.

## Izbrana bibliografija
- Sulfoniltiosečnine kot oralni antidiabetiki (disertacija) (COBISS)
- Imunski sistem in nova zdravila (COBISS)
- Zdravila za "vsakdanjo rabo" (COBISS)
- Demineralizirana voda in njena uporaba za parenteralne raztopine  (COBISS)